# Turdus rubrocanus
Turdus rubrocanus е вид птица от семейство Turdidae.

## Разпространение
Видът е разпространен в Афганистан, Бутан, Индия, Китай, Мианмар, Непал, Пакистан и Тайланд.